# Foire aux plaisirs

Logo de la Foire aux plaisirs

La Foire aux plaisirs est une fête foraine qui a lieu à Bordeaux. Elle est parfois appelée Foire des Quinconces.

## Présentation
Héritière des foires agricoles qui se tenaient place de la Bourse, la Foire aux plaisirs se tient depuis 1854 sur la Place des Quinconces, deux fois par an et à six mois d'intervalle, à l'automne et au printemps (les trois dernières semaines d'octobre et les trois premières semaines de mars).
Elle présente divers types d'attractions : grande roue ainsi que quelque 200 autres manèges et attractions (montagnes russes, trains fantômes, palais du rire, palais des glaces, auto-tamponneuses…) et gourmandises (crêpes, gaufres, churros, chichis, beignets, barbes à papa, pommes d’amour…).

## Historique
Depuis l’Antiquité, de grands marchés se sont tenus à Bordeaux brassant une population animée d’étrangers, de commerçants, de baladins, etc. Ces rendez-vous ont toujours été des moments de fêtes populaires. La Foire aux Plaisirs perpétue aujourd’hui cette tradition depuis 1854. 
Plus de 800 000 personnes (jusqu'à 1 million) se pressent à chaque édition, il s'agit du plus gros événement de l’année dans toute la Gironde.
La Foire aux Plaisirs est la plus grande fête foraine du sud de la France et la 3ème plus grande au niveau national derrière la Foire du Trône à Paris et la Foire Saint-Romain de Rouen.
En 2011 il avait été envisagé de déplacer la foire à Bordeaux-Lac à cause des nuisances sonores pour les riverains[réf. nécessaire].

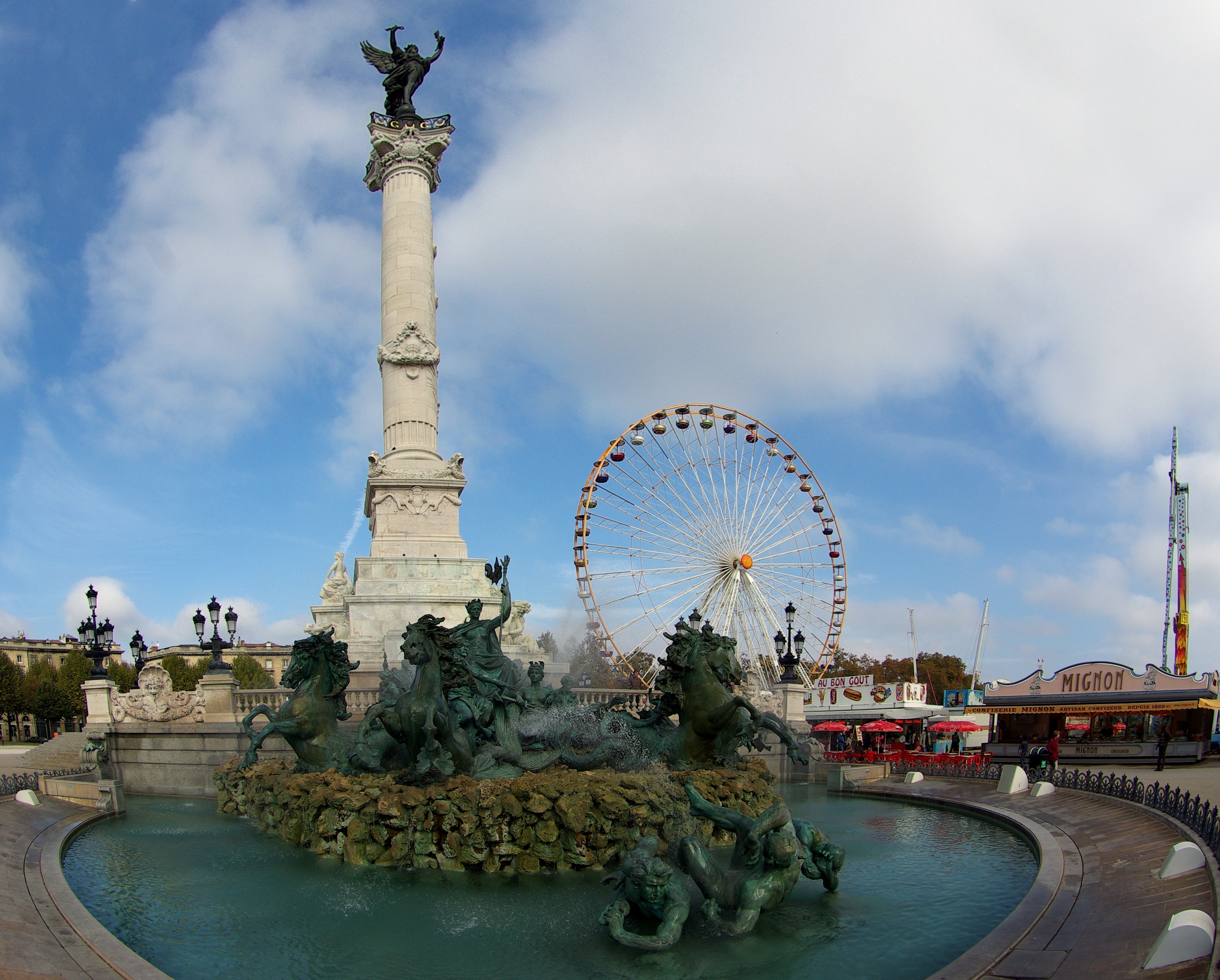
Une vue d'ensemble de la foire en 2007, avec la Grande roue.
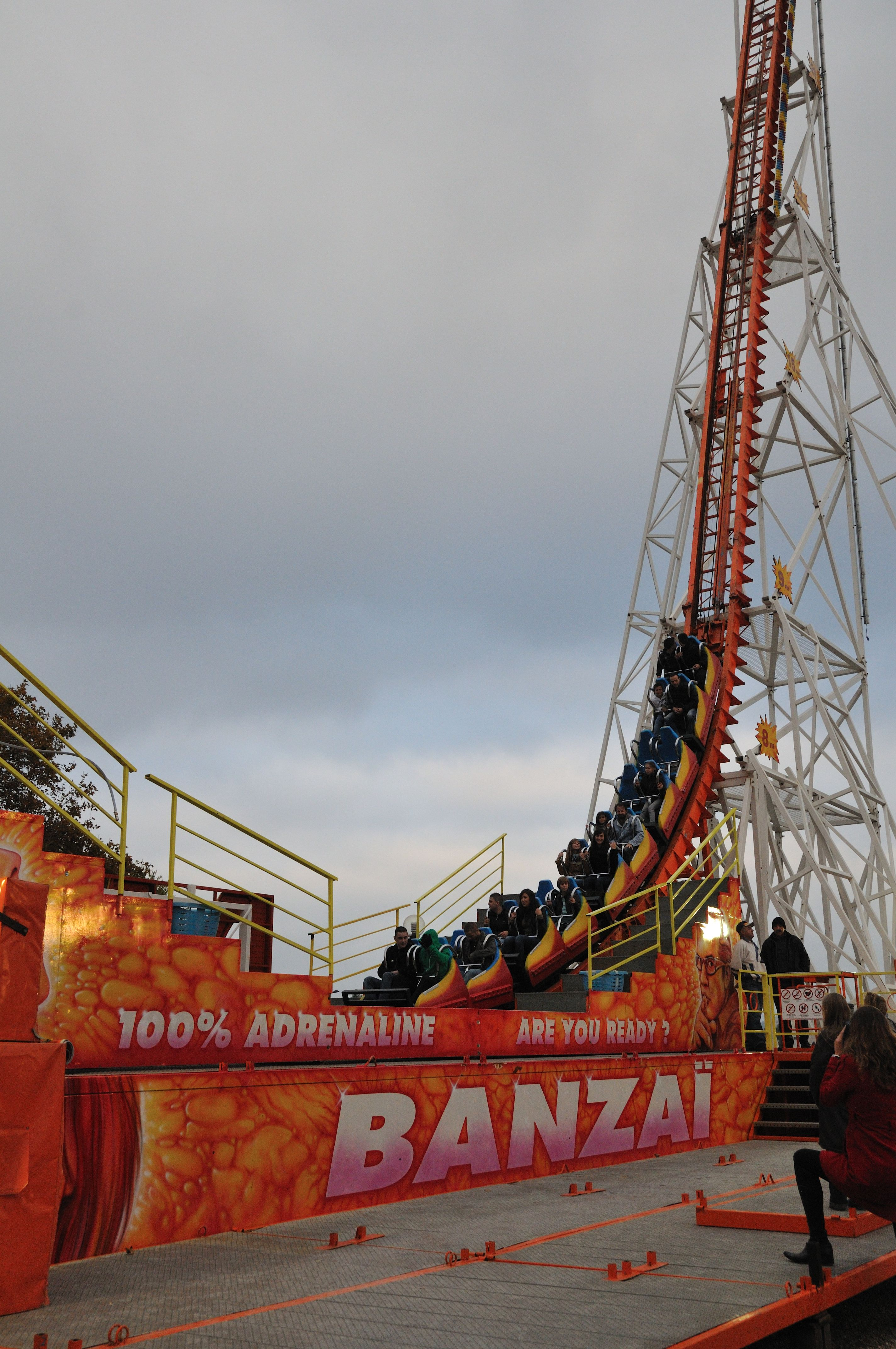
Le Banzai, manège à sensation en forme de « Grand toboggan », en 2016.
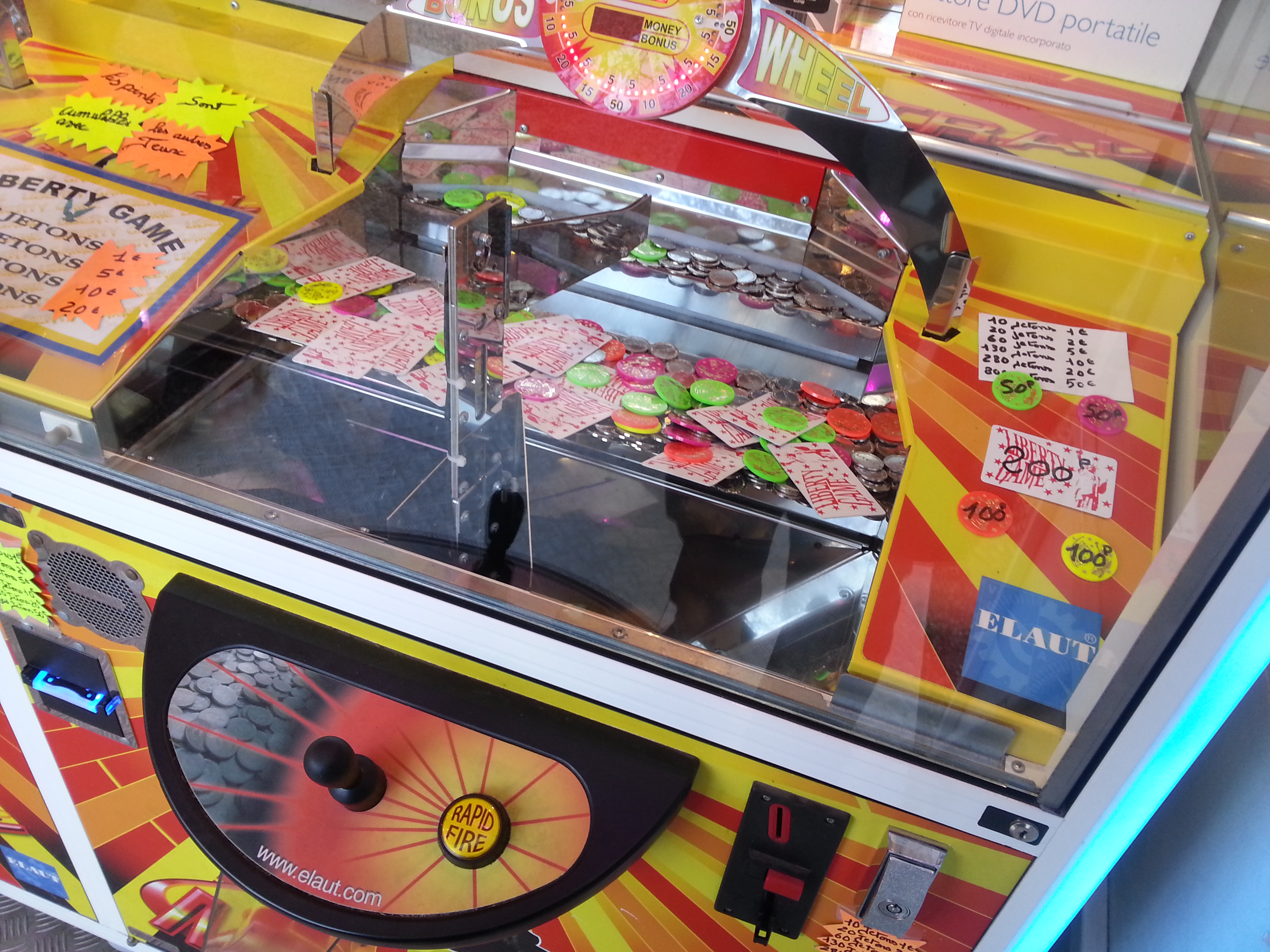
Un plateau de pousse pièces.